# Walker County (Texas)
Walker County je okres ve státě Texas v USA. K roku 2010 zde žilo 67 861 obyvatel. Správním městem okresu je Huntsville. Celková rozloha okresu činí 2 075 km2.